# Nyenrode Business Universiteit

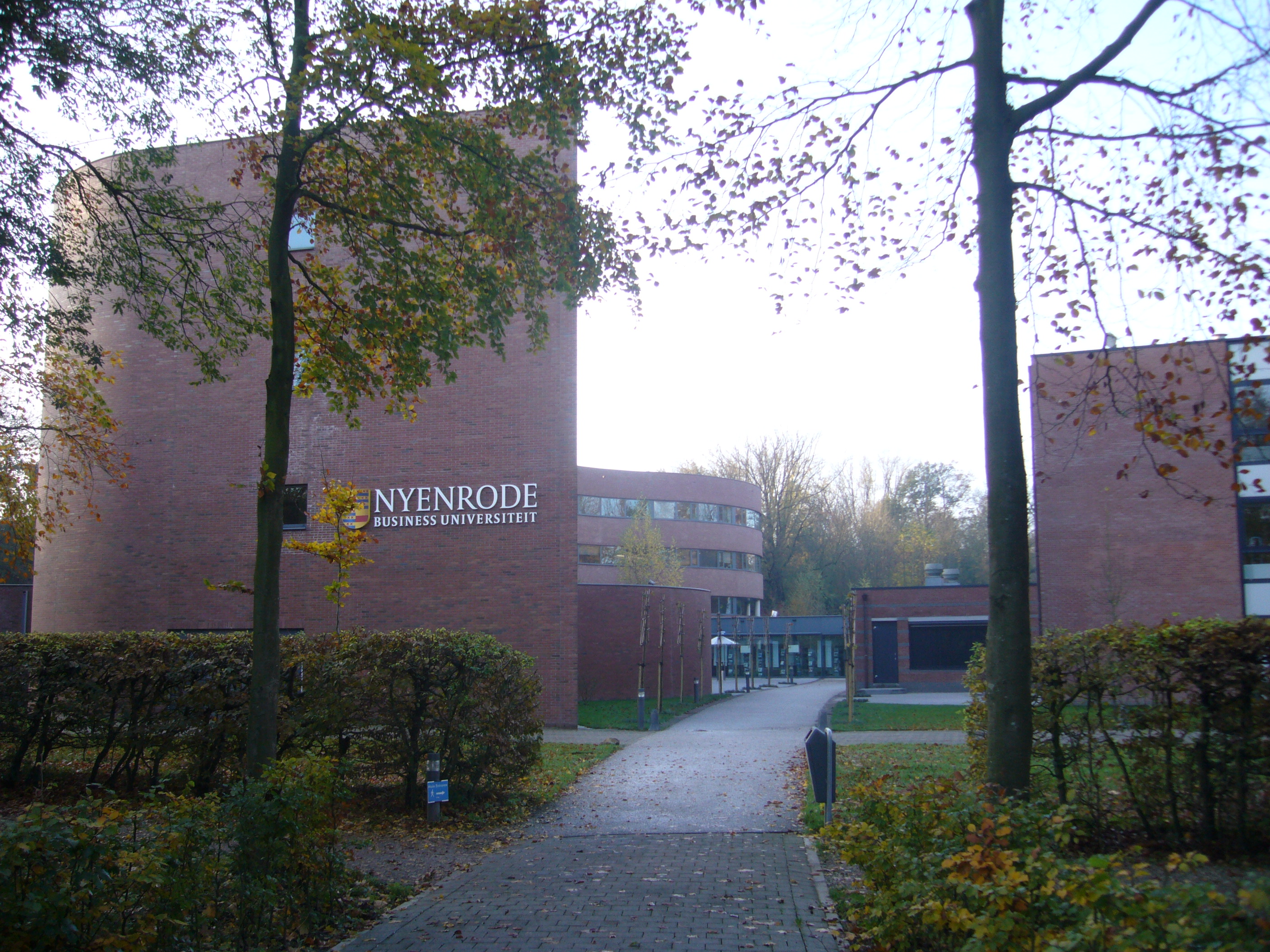
Dr. Albert Heijngebouw

De Nyenrode Business Universiteit, of kortweg Nyenrode, is de oudste particuliere universiteit van Nederland: zij werd opgericht in 1946. Het onderwijs is gericht op het (internationale) bedrijfsleven. De Nyenrode Business Universiteit is geaccrediteerd door EQUIS, AMBAS en NVAO.
De onderwijsinstelling is genoemd naar het kasteel waar de opleiding in gevestigd is: kasteel Nijenrode te Breukelen. Rector magnificus was sinds 1 november 2012 prof. dr. Misa Džoljić. Met ingang van 1 oktober 2020 werd prof. dr. Koen Becking de nieuwe rector magnifcus van Nyenrode Business Universiteit. Hij werd per 1 oktober 2024 opgevolgd door prof. dr. Barbara Majoor

## Geschiedenis
Nyenrode is in 1946 opgericht onder de naam Nederlands Opleidings Instituut voor het Buitenland (NOIB) door een groot aantal bedrijven, waaronder KLM, Shell, Unilever, Philips en Akzo. De oprichting vloeide voort uit een idee van KLM-directeur Albert Plesman. In de opleiding werd bijzondere aandacht besteed aan zaken als het vervaardigen van werkstukken, business cases, en actieve taalbeheersing. Er waren verschillende buitenlandse docenten en er was een actief uitwisselingsprogramma met universiteiten in Duitsland, Frankrijk, Engeland en de Verenigde Staten
In 1970 was Nijenrode het toneel voor de eerste actie van feministische activistengroep Dolle Mina, daar het instituut tot op dat moment geen vrouwen toeliet. Uiteindelijk werden in 1972 vrouwen toegelaten, waarbij tot op heden een verdeling is van 60-70% mannen en 30-40% vrouwen.
In 1982 kreeg Nijenrode de status van universiteit. De naam werd Universiteit Nyenrode. (De schrijfwijze werd aangepast omdat de lettersamenstelling ij als klinker buiten het Nederlands onbekend is.) Per 15 februari 2005 werd de naam gewijzigd van Nyenrode - The Netherlands Business School in Nyenrode Business Universiteit.

## Opleidingsaanbod
- Bachelor of Science in Business Administration
- Bachelor of Science in Accountancy
- Master Fiscaal Recht
- Master Fiscale Economie
- Master of Science in Accountancy & post Master RA
- Post-Bachelor Controlling
- Master of Science in Controlling
- Executive Master of Finance & Control (RC)
- Schakeltraject Accountancy & Controlling
- Master of Science in Management
- Executive MBA
- International MBA
- International Executive Modules
- Modular Executive MBA
- Executive Education programs
- Sports Leadership Program
- Executive Pensions Program

## Nyenrode Entrepreneurship Award
Een jaarlijkse prijs uitgereikt door docent ondernemerschap Ger Zwartendijk aan het beste team van de Minor Entrepreneurship.

## (Oud-)bestuurders en docenten

### (Oud-)bestuurders
- Neelie Kroes

### (Oud-)docenten
- Eduard Bomhoff
- Jan Bots
- Harry Commandeur
- Ad van Goor
- Bram Peper
- Hessel Visser
- André Wierdsma

### Gastdocenten
- Marco Kroon

### Entrepreneur in Residence
- Sebastiaan Hooft